# Philodromus venustus
Philodromus venustus este o specie de păianjeni din genul Philodromus, familia Philodromidae, descrisă de O. P.-cambridge, 1876.
Este endemică în Egipt. Conform Catalogue of Life specia Philodromus venustus nu are subspecii cunoscute.